# Историја Русије (1894–1917)
За време цара Николаја II (1894–1917), Руско царство се полако индустријализовало, потискујући опозицију из центра и крајње левице. Током 1890-их, индустријски развој Русије довео је до великог повећања величине урбане средње класе и радничке класе, што је довело до динамичније политичке атмосфере. Пошто су држава и странци поседовали већи део руске индустрије, руска радничка класа је била релативно јача, а руска буржоазија релативно слабија него на Западу.
Током 1890-их и раних 1900-их, лоши услови живота и рада, високи порези и глад за земљиштем довели су до чешћих штрајкова и аграрних нереда. До 1914. 40% руских радника било је запослено у фабрикама од 1.000 или више радника (32% 1901. године). 42% је радило у предузећима од 100 до 1.000 радника и 18% у предузећима са 100 или мање радника (1914. године, Сједињене Државе су имале еквивалентне бројке од 18%, 47% и 35%).
Политички, снаге против естаблишмента организоване су у конкурентске партије, иако политичке партије нису биле легализоване све док није објављен октобарски манифест 1905. године. Либерални елементи међу индустријским капиталистима и племством, који су веровали у мирну друштвену реформу и уставног монарха, основали су Уставну демократску странку или Кадете 1905. Социјалистичке партије су укључивале социјалистичке револуционаре (СР, основане 1900) и Руску социјалдемократску радничку партију (РСДРП, основану 1898). Радници у већим градовима побунили су се 1905. широким штрајковима и побунама. Цар је једва држао контролу и био је приморан да покрене реформе, обећавајући изборни парламент (Думу) у октобарском манифесту. Међутим, цар је потом распустио Думу 1906. године. Обратио се Петру Столипину (премијер од 1906. до 1911.) да помогне реформи огромне, али троме економије.
Спољна политика Николаја II била је усредсређена на савез са Француском и укључивала је појачано мешање у балканска питања. Русија је прогласила улогу за себе као војни заштитник православних хришћана, посебно оних у Србији. Напори да се прошири руска моћ на Далеком истоку довели су до кратког рата са Јапаном 1904–1905, који се завршио понижавајућим поразом за Санкт Петербург. Руси су ушли у Први светски рат 1914. године, али војни губици и притисци посрнуле ратне економије навели су либералне елементе да изведу Фебруарску револуцију 1917. пошто је Немачка финансирала радикале попут Владимира Лењина да покрену државни удар, углавном кроз совјети у фабрикама и у војсци. Одлучујући да не може да настави рат и да задржи своје револуционарне успехе, нова совјетска влада је склопила сепаратни мир са Немачком, потписујући 150.000 км 2 руске земље у Брест-Литовском споразуму.

## Савез са Француском, 1894–1914
Централни развој руске спољне политике био је удаљавање од Немачке ка Француској. Русија никада није била пријатељски настројена са Француском, и сећала се ратова на Криму и Наполеонове инвазије; видела је Париз као опасан фронт субверзије и исмевала тамошње слабе владе. Француска, коју је Бизмарк искључио из читавог система савезништва, одлучила је да побољша односе са Русијом. Позајмила је новац Русима, проширила трговину и почела да продаје ратне бродове после 1890. године. У међувремену, након што је Бизмарк изгубио функцију 1890. године, није било обнављања уговора о реосигурању између Русије и Немачке. Немачки банкари су престали да кредитирају Русију, која је све више зависила од париских банака. Тајни уговор 1894. предвиђао је да ће Русија прискочити у помоћ Француској ако Француску нападне Немачка. Други услов је био да у могућем рату против Немачке Француска одмах мобилише 1.3 милиона људи, док би Русија мобилисала 700.000 до 800.000. Он је предвиђао да ако неко или више чланова Тројног пакта (Немачка, Аустрија, Италија) мобилише своје резерве у припремама за рат, онда ће и Русија и Француска мобилисати своје. „Мобилизација је објава рата“, рекао је француски шеф генералштаба цару Александру III 1892. године. „Мобилисати значи обавезати ближњег да учини исто. Ово је поставило трипвире за јул 1914. Џорџ Ф. Кенан тврди да је Русија првенствено одговорна за колапс Бизмаркове политике савезништва у Европи и почетак пада у Првом светском рату. Кенан криви лошу руску дипломатију усредсређену на њене амбиције на Балкану. Кенан каже да је Бизмаркова спољна политика осмишљена да спречи било какав велики рат чак и када су у питању побољшани француско-руски односи. Русија је напустила Бизмаркову Лигу три цара (са Немачком и Аустријом) и уместо тога преузела француски предлог за ближе односе и војни савез.

## Империјализам у Азији и руско-јапански рат
Русија је добила маневарски простор у Азији због пријатељства са Француском и растућег ривалства између Британије и Немачке. До 1895. Немачка се такмичила са Француском за наклоност Русије, а британски државници су се надали да ће преговарати са Русима о разграничењу сфера утицаја у Азији. Ова ситуација је омогућила Русији да интервенише у североисточној Азији након победе Јапана над Кином 1895. године. У преговорима који су уследили, Јапан је био приморан да учини уступке на полуострву Лиаотунг и Порт Артуру у јужној Манџурији. Следеће године, Сергеј Вите је искористио француски капитал за оснивање Руско-кинеске банке. Циљ банке је био да финансира изградњу пруге преко северне Манџурије и тиме скрати Транссибирску железницу. У року од две године, Русија је закупила полуострво Лиаотунг и Порт Артур и почела да гради магистралну линију од Харбина у централној Манџурији до Порт Артура на обали. У исто време Велика Британија је окупирала Веи-Хаи-Веи, а Немачка Киаоцхао.
Године 1900, Кина је реаговала на страно заузимање своје територије оружаним народним устанком, Боксерском побуном. Руски војни контингенти удружили су снаге из Европе, Јапана и Сједињених Држава како би успоставили ред у северној Кини. Снаге од 150.000 руских војника окупирале су Манџурију како би осигурале њене пруге. Након гушења побуне, Русија није повукла своје трупе из Манџурије. Сходно томе, расла су трвења између Русије и Јапана, а овај последњи је отворио непријатељства у Порт Артуру у јануару 1904, без икакве формалне објаве рата.
Као контрапункт јапанској стратегији стицања брзих победа за контролу Манџурије, руска стратегија се фокусирала на борбу против одлагања акција како би се добило време за појачање да стигне преко дуге Транссибирске железнице. У јануару 1905, након неколико неуспешних напада који су их коштали 60.000 убијених и рањених војника и осмомесечне опсаде, Јапанци су заузели Порт Артур. У марту су Јапанци натерали Русе да се повуку северно од Мукдена, али нису били у стању да прогоне Русе јер су јапанске трупе претрпеле велике губитке. Пошто је стратешки поседовање града мало значило, коначна победа је зависила од морнарице. У мају, у Цушимском мореузу, Јапанци су уништили последњу наду Русије у рату, флоту састављену од балтичких и медитеранских ескадрила морнарице. Теоретски, појачања руске војске су могла да отерају Јапанце са азијског копна, али револуција код куће и дипломатски притисак натерали су цара да тражи мир. Русија је прихватила посредовање председника Сједињених Држава Теодора Рузвелта, уступила јужни део острва Сахалин Јапану и признала превласт Јапана у Кореји и јужној Манџурији.

## Утицај пољопривреде
Руски систем пољопривредне производње утицао је на ставове сељака и других друштвених група да се реформишу против власти и промовишу друштвене промене. „Почетком двадесетог века пољопривреда је представљала највећи појединачни сектор руске привреде, који је производио отприлике половину националног дохотка и запошљавао две трећине руског становништва. Ово илуструје огромну улогу сељака у економији; чинећи их тако штетним за револуционарну идеологију народњака и социјалдемократа. Крајем 19. века руска пољопривреда у целини била је најгора у Европи. Руском систему пољопривреде недостајале су капиталне инвестиције и технолошки напредак. Продуктивност стоке је била позната уназад, а недостатак пашњака као што су ливаде приморао је стоку да пасе на необрађеном земљишту. Ни систем усева и сточарства нису били адекватни да издрже руске зиме. За време царске владавине, пољопривредна привреда је одступила од производње за самосталан живот до производње директно за тржиште. Упоредо са пољопривредним неуспесима, Русија је имала брз раст становништва, железнице су се шириле по пољопривредном земљишту, а инфлација је напала цене роба. Постављена су ограничења у дистрибуцији хране и на крају су довела до глади. Пољопривредне тешкоће у Русији ограничиле су привреду, утицале на друштвене реформе и помогле успону бољшевичке партије.

## Револуција и контрареволуција, 1905–1907
Руско-јапански рат је убрзао успон политичких покрета међу свим класама и главним националностима, укључујући и Русе са имовином. До почетка 1904. руски либерални активисти из земства и професија формирали су организацију под називом Савез ослобођења. Исте године су се удружили са Финцима, Пољацима, Грузијцима, Јерменима и руским члановима Социјалистичке Револуционарне партије како би формирали савез против аутократске владавине.
Револуција из 1905. године, друштвени и политички преокрет без преседана у целој империји, покренута је насилним гушењем 22. јануара (Крвава недеља) у Санкт Петербургу масовне поворке радника, коју је предводио радикални свештеник Георгиј Гапон, са молбoм за цара. Крваву недељу су, широм земље, пратили раднички и студентски штрајкови, уличне демонстрације, таласи вандализма и другог периодичног насиља, атентати на владине званичнике, поморске побуне, националистички покрети у царским пограничним крајевима и антијеврејски погроми и други реакционарни протести и насиље. У великом броју градова радници су формирали Совјете, или савете. Крајем године дошло је до оружаних побуна у Москви, на Уралу, Летонији и деловима Пољске. Активисти земства и широке струковне уније синдиката формирали су Уставно-демократску странку, чији су иницијали странци дали неформални назив Кадети. Неки активисти из више класе и имовине позвали су на компромис са опозиционим групама како би се избегли даљи немири.
Исход револуције био је контрадикторан. Крајем 1905. Николас је пристао, помало невољно, да изда такозвани октобарски манифест, који је Русији обећао реформисани политички поредак и основне грађанске слободе за већину грађана. Нови основни закони из 1906. године успоставили су законодавну Државну думу, или парламент, али су такође ограничили њену надлежност на много начина - међу којима је и потпуни недостатак парламентарне контроле над именовањем или разрешењем министара у кабинету. Синдикати и штрајкови су легализовани, али је полиција задржала широка овлашћења да надгледа синдикалне активности и да затвара синдикате због ангажовања у незаконитим политичким активностима. Слобода штампе је била загарантована.
Они који су прихватили нове аранжмане формирали су политичку партију десног центра, Октобристи. У међувремену, кадети су се залагали за истински одговорну министарску владу и једнако, опште право гласа. Због својих политичких принципа и континуираних оружаних побуна, руске левичарске странке нису биле одлучиле да ли да учествују на изборима за Думу, који су били расписани за почетак 1906. Истовремено, десничарске фракције су се активно супротстављале реформама. Неколико нових монархистичких и протофашистичких група такође је настало да сруше нови поредак. Ипак, режим је наставио да функционише током хаотичне 1905. године, на крају је успоставио ред у градовима, на селу и у војсци. У том процесу терористи су убили стотине званичника, а влада је погубила много већи број терориста. Пошто је влада била у стању да успостави ред и да обезбеди зајам од Француске пре него што се састала прва Дума, Николас је био у јакој позицији која му је омогућила да замени Витеа са много конзервативнијим Петром Столипином.
Прва Дума је изабрана у марту 1906. године. Кадети и њихови савезници доминирали су у њему, при чему су углавном нестраначки радикални левичари нешто слабији од октобриста и нестраначких десног центра заједно. Социјалисти су бојкотовали изборе, али је изабрано неколико социјалистичких делегата. Односи између Думе и Столипинове владе су од почетка били непријатељски. Застој кадета и владе око усвајања устава и сељачке реформе довео је до распуштања Думе и заказивања нових избора. Упркос порасту левичарског терора, радикалне левичарске странке су учествовале на изборима и, заједно са непартијском левицом, добиле су већи број места, праћене лабавом коалицијом кадета са Пољацима и другим националностима у политичком центру. Међутим, ћорсокак се наставио када се састала Друга Дума 1907. године.

## Владе Столипина и Коковцова
У јуну 1907. цар је распустио Другу Думу и прогласио нови изборни закон, који је знатно смањио изборну тежину нижих и неруских бирача и повећао тежину племства. Овај политички удар ( Пуч из јуна 1907. ) имао је жељени краткорочни резултат успостављања реда. Нови избори на јесен вратили су конзервативнију Трећу Думу, којом су октобристи доминирали. Чак се и ова Дума свађала са владом око разних питања, укључујући састав морнаричког особља, аутономни статус Финске, увођење земства у западним провинцијама, реформу сељачког судског система и успостављање радничке осигуравајуће организације под полицијским надзором. У овим споровима Дума је, са својим именованим аристократско-бирократским горњим домом, понекад била конзервативнија од владе, а понекад више уставно настројена. Четврта Дума, изабрана 1912. године, била је по саставу слична Трећој, али се прогресивна фракција октобриста одвојила са деснице и придружила политичком центру.
Столипинова најсмелија мера био је његов програм сељачке реформе. Дозвољавао је, а понекад и присиљавао, распад комуна, као и успостављање потпуне приватне својине. Столипин се надао да ће програм реформи створити класу конзервативних земљопоседника лојалних цару. Међутим, већина сељака није желела да изгуби сигурност комуне или да дозволи странцима да купују сеоску земљу. До 1914. године распуштено је само око 10 процената свих сељачких општина. Ипак, привреда се опоравила и импресивно расла од 1907. до 1914, како квантитативно, тако и кроз формирање сеоских задруга и банака и стварање домаћег капитала. До 1914. године производња челика у Русији била је једнака оној у Француској и Аустроугарској, а стопа економског раста Русије била је једна од највиших у свету. Иако је спољни дуг био веома висок, он је опадао као проценат бруто националног производа, а укупни трговински биланс империје је био повољан.
1911. Столипина је убио Дмитриј Богров док је гледао оперу. Заменио га је министар финансија Владимир Коковцов. Опрезни Коковцов је био веома способан и присталица цара, али није могао да се такмичи са моћним дворским фракцијама које су доминирале владом.
Историчари су расправљали о томе да ли је Русија имала потенцијал да развије уставну владу између 1905. и 1914. године. Неуспех да то учини делом је био зато што цар није био вољан да одустане од аутократске владавине или да подели власт. Манипулишући франшизом, влада је све више добијала конзервативнијег, али мање репрезентативног, Думаса. Штавише, режим је понекад заобилазио конзервативну Думу и владао декретом.

## Активна балканска политика, 1906–1913
Ранија далекоисточна политика Русије захтевала је држање балканских питања у мировању, стратегију коју је Аустро-Угарска такође следила између 1897. и 1906. године. Победа Јапана 1905. приморала је Русију да склопи послове са Британцима и Јапанцима. Године 1907. нови руски министар спољних послова, Александар Изволски, закључио је споразуме са обе нације. Да би задржала своју сферу утицаја у северној Манџурији и северној Персији, Русија је пристала на превласт Јапана у јужној Манџурији и Кореји и на британску надмоћ у јужној Персији, Авганистану и Тибету. Логика ове политике захтевала је да се Русија и Јапан уједине како би спречиле САД да успоставе базу у Кини организовањем конзорцијума за развој кинеских железница. После кинеске републиканске револуције 1911, Русија и Јапан су међусобно признале сфере утицаја у Унутрашњој Монголији. У продужетку овог резоновања, Русија је заменила признање немачких економских интереса у Отоманском царству и Персији за немачко признање разних руских безбедносних интереса у региону. Русија је такође заштитила своју стратешку и финансијску позицију уласком у неформалну Тројну антанту са Британијом и Француском, без антагонизације Немачке.
Упркос овим опрезним мерама, после руско-јапанског рата Русија и Аустроугарска су обновиле своје балканско ривалство, фокусирајући се на Краљевину Србију и покрајине Босне и Херцеговине, које је Аустроугарска окупирала од 1878. 1881. Русија је тајно начелно пристала на будућу аустријску анексију Босне и Херцеговине. Али 1908. Изволски је пристао да подржи формалну анексију у замену за подршку Аустрије за ревизију споразума о неутралности Босфора и Дарданела — промену која би Русији дала посебна навигациона права на пролаз. Британија је зауставила руски гамбит блокирањем ревизије, али је Аустрија наставила са анексијом. Затим је, потпомогнута немачким претњама ратом, Аустроугарска разоткрила руску слабост приморавајући Русију да се одрекне подршке Србији.
Након аустроугарске анексије Босне и Херцеговине, Русија је постала главни део појачаних тензија и сукоба на Балкану. Бугарска, Србија, Грчка и Црна Гора су 1912. победиле Османско царство у Првом балканском рату, али су наводни савезници наставили да се међусобно свађају. Затим се 1913. савез распао, а Срби, Грци и Румуни су победили Бугарску у Другом балканском рату. Аустроугарска је постала покровитељ Бугарске, која је сада била територијални ривал Србије у региону, а Немачка је остала заштитник Османског царства. Русија се више везала за Србију него раније. Сложен систем савеза и подршке великих сила био је крајње нестабилан; међу балканским партијама које су гајиле огорченост због прошлих пораза, Срби су задржали посебан анимозитет према аустроугарској анексији Босне и Херцеговине.
У јуну 1914. српски терориста је убио надвојводу Франца Фердинанда, престолонаследника Аустроугарске, за коју је тада српску владу сматрао одговорном. Аустроугарска је Србији поставила ултиматум. Србија је поднела прва 2 од 3 случаја ултиматума; последњи, који је одбијен, захтевао је од Србије да дозволи 100.000 аустроугарских војника да заузму њихову земљу. Након српског одбијања треће клаузуле ултиматума, Аустроугарска је одговорила силовито. Русија је подржала Србију. Када је српски одговор одбијен, систем савеза је почео да функционише аутоматски, при чему је Немачка подржавала Аустроугарску, а Француска Русију. Када је Немачка напала Француску преко Белгије, како је диктирао Сцхлиффен план, сукоб је ескалирао у светски рат и они нису били спремни.

## Русија у рату, 1914–1916
По избијању рата, цар Николај је попустио пред притисцима и именовао великог кнеза Николаја за врховног команданта руске војске. Велики кнез, царски рођак, био је компетентан, али није имао учешћа у формулисању стратегије или постављању команданта.
У почетној фази рата, руске офанзиве на Источну Пруску привукле су довољно немачких трупа са западног фронта да би омогућиле Французима, Белгијанцима и Британцима да зауставе немачко напредовање. Међутим, једна од две руске инвазионе војске скоро је потпуно уништена у катастрофалној бици код Таненберга — на истом месту на коме су литванске, пољске и молдавске трупе победиле немачке тевтонске витезове 1410. У међувремену, Руси су вратили аустријску офанзиву и гурнули се у источну Галицију, североисточни регион Аустро-Угарске. Руси су зауставили комбиновану немачко-аустријску зимску контраофанзиву на руску Пољску, а почетком 1915. гурнули су се дубље у Галицију. Затим је у пролеће и лето те године немачко-аустријска офанзива истерала Русе из Галиције и Пољске и уништила неколико корпуса руске армије. Немци су 1916. планирали да истерају Француску из рата великим нападом у области Вердена, али нова руска офанзива на Аустроугарску поново је повукла немачке трупе са запада. Ове акције су учиниле да оба главна фронта буду стабилна, а и Русија и Немачка очајне због победе — Русија због исцрпљености, Немачка због супериорних ресурса њених противника. Крајем 1916. Русија је притекла у помоћ Румунији, која је тек ушла у рат, и проширила источни фронт на југ до Црног мора.
Ратни споразуми међу савезницима одражавали су империјалистичке циљеве Тројне Антанте и релативну слабост Руске империје ван источне Европе. Русија је ипак очекивала импресивне добитке од победе: територијалне аквизиције у источној Галицији од Аустрије, у Источној Пруској од Немачке и североисточној Анадолији од Отоманског царства, које се придружило рату на немачкој страни; контрола Цариграда и мореуза Босфор и Дарданеле; и територијално-политичко мењање Аустроугарске у интересу Румуније и словенских народа у региону. Британија је требало да стекне средњу зону Персије и да дели већи део арапског Блиског истока са Француском; Италија — а не руски савезник Србија — требало је да добије Далмацију дуж јадранске обале; Јапан, још један савезник Антанте, требало је да контролише више територије у Кини; а Француска је требало да поврати Алзас-Лорену, коју је изгубила од Немачке у француско-пруском рату, и да повећа утицај у западној Немачкој.

## Фатално слабљење царизма
Почетак Првог светског рата разоткрио је слабост владе Николаја II. Демонстрација националног јединства пратила је улазак Русије у рат, а одбрана словенских Срба главни борбени поклич. У лето 1914. Дума и земства су изразили пуну подршку владиним ратним напорима. Првобитна регрутација била је добро организована и мирна, а рана фаза војног јачања Русије показала је да је царство извукло поуке из руско-јапанског рата. Али војни преокрети и неспособност владе убрзо су покварили велики део становништва. Немачка контрола Балтичког мора и немачко-отоманска контрола Црног мора одвојили су Русију од већине њених иностраних залиха и потенцијалних тржишта. Поред тога, неспособне руске припреме за рат и неефикасна економска политика су наштетиле земљи финансијски, логистички и војно. Инфлација је постала озбиљан проблем. Због неадекватне материјалне подршке војним операцијама, формирани су Комитети ратне индустрије како би обезбедили да неопходне залихе стигну на фронт. Али војни официри су се посвађали са цивилним вођама, преузели административну контролу над фронтовима и одбили да сарађују са комитетом. Централна власт није имала поверења у независне активности подршке рату које су организовала земства и градови. Дума се посвађала са ратном бирократијом владе, а посланици центра и левог центра су на крају формирали Прогресивни блок како би створили истински уставну владу.
Након руских војних преокрета 1915. године, Николај II је отишао на фронт да преузме номинално вођство војске, остављајући иза себе своју супругу Александру, рођену у Немачкој, владу и Думу.
Док је централна власт била спутана дворским интригама, напетост рата почела је да изазива народне немире. Од 1915. високе цене хране и несташица горива изазвали су штрајкове у неким градовима. Радници, који су добили право на представљање у секцијама Комитета за ратну индустрију, користили су те секције као органе политичке опозиције. Село је такође постајало немирно. Војници су били све непослушнији, посебно новопримљени сељаци који су се суочили са изгледом да буду искоришћени као топовско месо у неспособном вођењу рата.
Ситуација је наставила да се погоршава. Све већи сукоб између цара и Думе ослабио је оба дела владе и појачао утисак неспособности. Почетком 1917. године, погоршање железничког саобраћаја изазвало је акутну несташицу хране и горива, што је резултирало немирима и штрајковима. Власти су позвале трупе да угуше нереде у Петрограду (како се Санкт Петербург звао од септембра 1914, да би се русизовало германско име). Године 1905. трупе су пуцале на демонстранте и спасиле монархију, али 1917. године трупе су предале своје оружје гневној маси. Јавна подршка царском режиму једноставно је нестала 1917. године, окончавши три века владавине Романова.

### Спољна политика
- Fuller, William C (1998). Strategy and Power in Russia 1600–1914.
- Jelavich, Barbara (1974). St. Petersburg and Moscow: Tsarist and Soviet foreign policy, 1814–1974. Indiana University Press.
- LeDonne, John P. (1997). The Russian Empire and the World, 1700–1917: The Geopolitics of Expansion and Containment. Oxford University Press.
- McMeekin, Sean (2011). The Russian Origins of the First World War. Harvard University Press. ISBN 978-0674062108.
- Nish, Ian Hill (1985). The origins of the Russo-Japanese war.
- Ragsdale, Hugh, and Valeri Nikolaevich Ponomarev, ур. (1993). Imperial Russian Foreign Policy. Woodrow Wilson Center Press. ISBN 052144229X.
- Rawlinson, Henry;  . (2006). Great Power Rivalry in Central Asia: 1842–1880. England and Russia in the East. Routledge.
- Reynolds, Michael. Shattering Empires: The Clash and Collapse of the Ottoman and Russian Empires, 1908–1918.
- Seton-Watson, Hugh (1958). The Decline Of Imperial Russia, 1855–1914.

### Примарни извори
- Dmytryshyn, Basil (1974). Imperial Russia: a source book, 1700–1917. Dryden Press.
- Gooch, G. P. Recent Revelations Of European Diplomacy (1940)), стр. 151–211 резимира мемоаре главних учесника
- Vernadsky, George, and Sergeĭ Germanovich Pushkarev, eds. (1972). A Source Book for Russian History from Early Times to 1917: Peter the Great to Nicholas I. Yale University Press. (Вол. 2. Yale University Press)